# Acalypha grisebachiana
Acalypha grisebachiana é uma espécie de flor do gênero Acalypha, pertencente à família Euphorbiaceae.